# Tour Florentine de Leval
La tour florentine ou byzantine est l'ancienne tour d'aiguillage des dépôts ferroviaires de la gare d'Aulnoye-Aymeries dans le département du Nord mais située sur le territoire de la commune voisine de Leval. Tour en béton armé et fonte de 50 mètres de hauteur, surmontée d'une horloge à quatre faces. elle est construite en 1922 par l'architecte alsacien Gustave Umbenstock.  Elle est inscrite aux Monuments historiques le 31 décembre 1999